# Historische fortengordels van Antwerpen als vleermuizenhabitat
Historische fortengordels van Antwerpen als vleermuizenhabitat is een Natura 2000-gebied (habitatrichtlijngebied BE2100045) in Vlaanderen in de provincie Antwerpen (en een klein deel in Oost-Vlaanderen). Het Natura 2000-gebied beslaat 358,50 hectare en bestaat uit verschillende deelgebieden. Het gebied bestaat uit 19 forten en één schans, die gebouwd zijn van de 16de eeuw tot de Eerste Wereldoorlog en deel uitmaken van de Stelling van Antwerpen. Toen de fortengordels hun militaire functie moesten opgeven, nam de natuur over. De vochtige, donkere en rustige fortgangen vol spleten en de oude bomen in de buurt vormen  verblijfplaatsen voor duizenden vleermuizen. Elk fort bestaat meestal uit fortgebouwen met daarop een dikke laag grond met bos, heide en struiken, omgeven door een fortgracht. Vleermuizen gebruiken de forten met de omliggende bossen als overwinteringsplaats, zomerverblijfplaats, kraamkolonie en zwermplaats. De bosjes, houtkanten en fortgracht sluiten aan op een netwerk van kleine landschapselementen in de omgeving. 
In het gebied komen zeven Europees beschermde habitattypes voor: droge heide, eiken-beukenbossen op zure bodems, essen-eikenbossen zonder wilde hyacint, glanshaver- en grote vossenstaartgraslanden, oude eiken-berkenbossen op zeer voedselarm zand, valleibossen, elzenbroekbossen en zachthoutooibossen, voedselrijke, gebufferde wateren met rijke waterplantvegetatie.
Er komen tien Europees beschermde soorten voor in het gebied: Brandts vleermuis, franjestaart, gewone grootoorvleermuis, grijze grootoorvleermuis, ingekorven vleermuis, kamsalamander, kleine modderkruiper, laatvlieger, meervleermuis, rosse vleermuis, watervleermuis.

## Gebieden die deel uitmaken van het Natura 2000-gebied
- Fort 2
- Fort 3
- Fort 5
- Fort 7
- Fort van Bornem
- Fort van Broechem
- Fort van Duffel
- Fort van Ertbrand
- Fort van Haasdonk
- Fort van Kapellen
- Fort van Kessel
- Fort van Koningshooikt
- Fort Liefkenshoek
- Fort van Lier
- Fort van Liezele
- Fort van Schoten
- Fort van Stabroek
- Fort van Steendorp
- Fort van Walem
- Schans van Smoutakker